# Adraste d'Aphrodisie
Pour les articles homonymes, voir Adraste (homonymie).
Adraste d'Aphrodisias (en grec ancien : Ἄδραστος ὁ Ἀφροδισιεύς) est un philosophe péripatéticien du début du IIe siècle, originaire de la cité d'Aphrodisias en Carie.

## Biographie
Athénée le présente comme un membre du banquet mis en scène dans les Deipnosophistes et un ami personnel.
Il s'éloigne très peu de la doctrine d'Aristote, mais se révèle être un exégète cultivé et lucide, et est ainsi reconnu par Galien, étudié par Plotin au cours de ses conférences, et est souvent cité par Porphyre, Simplicius, Proclus et Théon de Smyrne, ou par Chalcidius bien que ce dernier ne le nomme jamais.
Si aucun de ses ouvrages ne s'est conservé jusqu'à nos jours, nous conservons cependant une trentaine de témoignages et de fragments plus ou moins longs, qui nous transmettent le titre de certains de ses nombreux ouvrages :
- Sur l’ordre des ouvrages d’Aristote ;
- des Commentaires sur les Catégories d'Aristote ;
- des Commentaires sur la Physique d'Aristote ;
- Sur les équivoques de l'Ethique à Nicomaque d'Aristote ;
- Sur les morales de Théophraste, en cinq livres ;
- des Commentaires sur le Timée de Platon, nommé aussi De l'harmonie et de la consonance.

Dans ses commentaires, il s'intéresse particulièrement aux questions lexicales, aux références littéraires ou historiques, et fait preuve d'une grande érudition.
Athénée nous apprend qu'il a été plagié de son vivant même par un certain Héphestion, dans son ouvrage Sur l'Antiphon des Mémorables de Xénophon.
Un manuscrit de Naples contient sous son nom des Harmoniques, dont il est prouvé qu'ils ne sont autre que l'ouvrage de Manuel Bryennios, publié par Wallis en 1699.